# Lettera di Geremia
La Lettera di Geremia è un testo deuterocanonico dell'Antico Testamento; si presenta come scritto da Geremia agli ebrei esiliati che dovevano essere deportati a Babilonia (nel 597 o 587 a.C.).
Secondo la maggior parte degli studiosi, l'autore della Lettera non è Geremia, ma un ebreo vissuto ad Alessandria d'Egitto in epoca ellenistica. Chiunque fosse l'autore, egli scrisse l'opera con un importante intento pratico: quello di ammonire gli ebrei a non adorare gli dèi babilonesi, ma soltanto il Signore. È da notare che II Maccabei, 2,1-3, potrebbe contenere un riferimento a questa lettera; tuttavia questo è contestato da Friztsche, Giffors, Schrer e altri.

Nel testo (che non è una lettera, ma una polemica contro l'adorazione degli idoli), l'autore avverte gli esiliati che essi sono destinati a restare in prigionia per sette generazioni; che in tale condizione assisteranno al culto tributato agli idoli babilonesi, e che dovranno evitare strettamente di prendervi parte, poiché gli idoli non sono null'altro che opera della mano dell'uomo, e quindi oggetti privi di qualunque qualità divina e senza alcun potere. Come tali, non possono parlare, ascoltare, né provvedere a loro stessi; non possono benedire i loro adoratori nemmeno nelle più piccole inquietudini della vita; sono indifferenti alle qualità morali, e hanno meno valore dei più comuni oggetti casalinghi; infine, con rara ironia, l'autore paragona gli idoli a degli spaventapasseri,  impotenti a dare protezione, ma ingannevoli per l'immaginazione: 
 Un aspetto notevole di quest'opera è che essa si riferisce realmente a Babilonia, poiché gli storici moderni ammettono che, per quanto si sa, nessun altro popolo trasportava i propri dèi a spalla, come il testo descrive; alcuni studiosi considerano questa una prova che Geremia ne sia effettivamente l'autore.
La canonicità della Lettera non fu mai messa in discussione fino all'epoca di Girolamo (circa 400 d.C.), che la classificò come deuterocanonica, poiché non esisteva alcun originale ebraico. Tuttavia alcuni elementi linguistici e stilistici suggeriscono che essa sia stata effettivamente composta in ebraico o in aramaico. È inclusa nelle bibbie cattoliche, in cui però non è considerata un libro autonomo, ma compare come sesto (ed ultimo) capitolo del libro di Baruc. È compresa anche nel canone della chiesa ortodossa. Non è invece inclusa nel canone ebraico, né in quello protestante. Nel canone ortodosso etiopico è parte del Resto di Geremia che insieme al Quarto Libro di Baruc è noto anche come Paralipomeni di Geremia.